# Морозов, Александр Игоревич (спелеолог)
Александр Игоревич Морозов (16 августа 1937, Москва — 8 февраля 1985) — создатель «частной советской спелеологии», сменивший подход к организации и проведению экспедиций в пещеры. Создал комплексную систему проведения длительных подземных экспедиций в глубокие пещеры.
При его участии в СССР произошла смена руководства спелеосообщества, позволившая отменить существовавшие ранее искусственные ограничения для развития действительно массового спелеологического движения.

## Биография
Александр Морозов родился в Москве 16 августа 1937 года. Его отец погиб на фронте в 1942 году. Его мать, Ирина Сергеевна Кузьмина, была преподавателем английского языка, соавтором словаря русско-английской бытовой лексики, учебника английского языка для I курса институтов и факультетов иностранных языков и упражнений по грамматике современного английского языка. Морозов стал профессиональным переводчиком в ГИАП
Начал заниматься спелеотуризмом с 1964 года. В Крыму и на Кавказе работал в пещерах Красная, Соколова, ТЕП, Величественная, пещера Снежная и большом количество мелких, в основном — новых.
С ноября 1980 года являлся Председателем Комиссии спелеотуризма Всесоюзной федерации туризма при ЦСТЭ ВЦСПС.
В 1973—1985 годах исследовал пещерную систему пещера Снежная. Организовал и провёл в неё 13 экспедиций, общей длительностью более 400 дней проведённых под землёй. Самая длительная по пребыванию в пещере была экспедиция 1980 года — 86 дней непрерывной работы под землёй. В эту экспедицию началось прохождение ключевого донного завала, частично преодолеть который удалось только через 29 лет.
Разрабатывал и изготавливал снаряжение для спуска и подъёма людей и грузов в пещерах.

### Гибель
Александр Морозов, Алексей Кореневский Алексей Преображенский погибли в лавине 8 февраля 1985 года на пути в пещеру С. Меженного, в те годы верхний вход в пещеру Снежная.
В той экспедиции планировалась работа двух независимых групп, которые должны были зайти в пещеру Снежная через два известных тогда входа. Группа Морозова должна была идти через пещеру С. Меженного, а группа Иванова через традиционный вход. Встреча планировалась в зале Победа над 5-м завалом. Группа Иванова разделилась с группой Морозова ещё на границе леса в нижней части плато. Из-за резкого ухудшения погоды группа Морозова была вынуждена поставить палатку промежуточного лагеря на пути подъёма к пещере С. Меженного в безопасном от схода лавин месте. Затем они вернулись за второй "ходкой" в мешках которой находились их личные спальные мешки. Подняться к уже поставленной палатке они не смогли и организовали себе ночёвку на лавиноопасном склоне. Ночью лавина убила их в спальных мешках.
В 2001 году в память об Александре Морозове по инициативе Георга Людковского, Андрея Пильского и других его товарищей по исследованию пещер была учреждена Частная медаль памяти Александра Морозова "За успехи в спелеологии". Медаль имеет две номинации: групповая номинация за командный результат в исследовании технически сложных пещер и индивидуальная номинация за выдающийся личный вклад в развитие спелеологических исследований.

## Перечень экспедиций спелеогруппы Морозова-Усикова-Людковского
Стабильное ядро группы состояло из трех ее лидеров, а общая численность принимавших участие в этих экспедициях составляла несколько десятков человек
| Зима 1966 г.                   | пещ. Карасу и Холодная (Кавказ, р. Джампал). |
| Август 1966 г.                 | пещ. Шакуранская (Кавказ, р. Джампал) |
| Зима 1967 г.                   | пещ. Холодная (Кавказ, Джампал). |
| Май 1967 г.                    | пещеры и шахты Караби-яйлы (Крым) |
| Июль-август 1967 г.            | спелеоразведка Армении, |
| Ноябрь 1967 г.                 | спуск в пещ. ТЕП через верхний вход (первопрохождение, незарегистрированный рекорд СССР, Кавказ) |
| Май 1968 г.                    | спелеоразведка плато Лагонаки (Кавказ) |
| Август 1968 г.                 | спелеоразведка хр. Агцу (Кавказ) |
| Май 1969 г.                    | спелеоразведка хр. Охачкуэ, спуск в пещ. Величественная (Кавказ) |
| Сентябрь 1969 г.               | спелеоразведка хр. Охачкуэ (Кавказ) |
| Январь 1970 г.                 | спуск в пещ. ТЕП (хр. Алек, Кавказ) |
| Май 1970 г.                    | подводное первопрохождение сифонов в пещ. Ацинской (хр. Алек, Кавказ) |
| Сентябрь 1970 г.               | спелеоразведка бассейна р. Сочи (Кавказ) |
| Апрель 1971 г.                 | подводное прохождение сифонов Ацинской пещ.(Кавказ) Август 1971 г. |
| Август 1971 г.                 | спелеоразведка Бзыбского хр. (Кавказ) |
| Май 1972 г.                    | подводное прохождение сифонов Ацинской пещ. |
| Сентябрь 1972 г.               | спелеоразведка Бзыбского хр. |
| Осень 1973 г.                  | спелеоразведка Бзыбского хр. Спуск в пещ. Снежнная до 200 м. |
| Май 1974 г.                    | спелеоразведка Скалистого хр. (Кавказ) |
| Август 1974 г.                 | спелеоразведка Кодорского хр. и хр. Абжшра-Ахуба (Кавказ) |
| Май 1975 г.                    | спелеоразведка бассейна р. Маруха (Кавказ) |
| Сентябрь-октябрь 1975 г.       | Снежная до 690 и (Пятый завал). |
| Май 1976 г.                    | фотографирование в пещерах Чатырдага (Крым). |
| Май 1977 г.                    | фотографирование в пещерах Караби-яйлы (Крым). |
| Август-сентябрь 1977 г.        | Снежная до 777 м (Шестой завал) |
| Август-сентябрь 1978 г.        | Снежная до водопада Рекордный (-965 м) |
| Октябрь 1979 — февраль 1980 г. | Снежная от водопада Олимпийский (-1190 м) и дальше в составе отряда Института географии АН СССР. Первопрохождение до зала Пенелопы (-1320). Самая длительная экспедиция в Снежную — 86 дней под землей.             |
| Ноябрь 1980 — январь 1981 г.   | В составе отряда Института географии АН СССР. Поиск соединения с Меженного, первопрохождение реки выше Анфилады, а также ручья Заячий                                                                               |
| Декабрь 1981 — февраль 1982 г. | Снежная до реки за Песчаным залом (-1335). Попытка первопрохождения на дне. 71 день в пещере, 25 на дне. Первопрохождения притоков реки, в том числе ручьев Водопадного, Нового до колодца, Струйка (всего ок 2км). |
| Февраль 1983 г.                | Морозов забросился с ижевцами, которые сразу сбросились. Он оставался в пещере один, две недели ожидая прибытия своей команды. Команда прибыть не смогла.                                                           |
| Июнь 1983 г.                   | Пещ. Сергея Меженного до глубины 570 м. Первопрохождение 350 метров новых ходов к соединению со Снежной. |
| Январь — февраль 1984 г.       | Полное прохождение системы Снежная — Меженного от верхнего входа до дна |
| Январь — февраль 1985 г.       | Гибель А. Морозова, А. Кореневского, А. Преображенского на подходах к пещ. Сергея Меженного. |